# مراسلات كسينجر
تشير مراسلات كيسنجر إلى 1.7 مليون وثيقة تابعة للدبلوماسية والمخابرات الأمريكية التي يرجع تاريخها في الفترة من عام 1973 إلى 1976، والتي أعادت ويكيليكس نشرها في أبريل عام 2013. وكان ذلك في الوقت الذي يشغل فيه هنري كيسنجر منصب وزير الخارجية الأمريكي ومستشار الأمن القومي. وقد سبق ورُفعت السرية عن هذه الوثائق وأعادت الحكومة الأمريكية نشرها؛ وتعد جميع تلك الوثائق صادرة عن إدارة الأرشيف والوثائق الوطنية. ويمكن البحث عن هذه المراسلات باستخدام محرك بحث مقدَم من ويكيليكس في المكتبة العامة بالدبلوماسية الأمريكية، وهي صفحة خاصة على موقع ويكيليكس.
وفي إحدى تلك الوثائق، نُقل عن كيسنجر، الذي ألف العديد من تلك المراسلات والتي وصل عددها إلى 205901 مراسلة تتناول الحديث عن نشاطاته، قوله «إن الإجراء غير القانوني نقوم به على الفور، أما الإجراء غير الدستوري فيستغرق وقتًا أطول.»